# 2003年のイラン革命防衛隊Il-76MD墜落事故
2003年のイラン革命防衛隊Il-76MD墜落事故(2003年のいらんかくめいぼうえいたいIl-76MDついらくじこ)は、2003年2月19日に発生した航空事故。イラン・イスラム共和国の軍事組織イスラム革命防衛隊の軍人を乗せたIl-76MDが墜落し、搭乗者275名が全員死亡した。イラン国内での事故、およびIl-76の事故としての被害は過去最悪であった。

## 事故の概要
現地時間の2003年2月19日、イスラム革命防衛隊の兵士257人、および乗員18名を乗せたIl-76MDは、イラン東部ザーヘダーンのザーヘダーン国際空港を離陸し、ケルマーンのケルマーン国際空港へと向かっていた。しかし、14時30分ごろ、ケルマーン国際空港への着陸動作中に、ケルマーンの南東35キロメートルほどのにある山岳地帯へと墜落。乗っていた兵士257名及び乗組員18名の275人全員が犠牲となった。

## 事故原因
事故の原因は悪天候に伴う操縦ミスであるとされた。この輸送機が事故地点を超える際、そこでは強い風が吹き、濃い霧が立ち込める悪条件であったという。また、事故原因の捜索中には、謎のテロリストが「イスラム教徒を侮辱した」という理由で虚偽の犯行声明を出すなどの事態が起き、墜落した地点が山中でかつ悪天候に見舞われていたため、ヘリコプターなどが入れず捜索は難航を極めた。